# Сухомлинов, Владимир Александрович
Влади́мир Алекса́ндрович Сухомли́нов (4 [16] августа 1848; Тельши, Ковенская губерния — 2 февраля 1926; Берлин) — русский военный и государственный деятель, генерал от кавалерии (1906), военный министр Российской империи, генерал-адъютант (1912).

## Биография
Родился 4 (16) августа 1848 года в семье Александра Павловича Сухомлинова (1796—1886) и Ольги Ивановны Лунской (?—1866). Младший брат Николай — оренбургский губернатор. Сестра Вера была замужем за генералом Павел Адамовичем Плеве.
В 1861 году поступил в Александровский кадетский корпус в Вильно. Летом 1863 года, в связи с реформой военного образования и начавшимся польским восстанием корпус был расформирован, а Владимир Сухомлинов был переведён в Петербург в 1-ю военную гимназию. После окончания гимназии был зачислен юнкером во 2-е военное Константиновское училище, но уже через несколько дней переведён в Николаевское кавалерийское училище, которое окончил в 1867 году.
Выпущен в лейб-гвардии Уланский Его Величества полк, расквартированный в Варшаве. В 1871 году успешно сдал экзамены и был зачислен в Академию Генерального штаба. После трёхлетнего обучения окончил академию по первому разряду и был произведен в штабс-ротмистры.
С 25 октября 1874 — старший адъютант 1-й гвардейской кавалерийской дивизии. С 19 марта 1877 — обер-офицер для особых поручений при штабе 1-го армейского корпуса, командовал эскадроном лейб-гвардии Кирасирского Его Величества полка.
Участник русско-турецкой войны 1877—1878 годов. Первоначально занимался организацией гражданского управления в Тырново, затем был направлен к командующему 14-й пехотной дивизией М. Ф. Петрушевскому. С 15 сентября 1877 года состоял в распоряжении главнокомандующего действующей армией великого князя Николая Николаевича (Старшего). Сделал ряд рекогносцировок турецких укреплений под Плевной. С 12 октября 1877 по 5 января 1878 состоял в Ловче-Сельвинском и Троянском отрядах П. П. Карцова. Участвовал в зимнем переходе через Троянский перевал и поражении турок.
За боевые отличия в войне награждён в 1878 орденом Святого Георгия 4-й степени и золотым оружием. После заключения перемирия посетил Константинополь, где заразился чёрной оспой и 15 апреля 1878 года на санитарном пароходе «Буг» был эвакуирован в Россию.
После окончания русско-турецкой войны Сухомлинов был 6 мая 1878 года назначен правителем дел Николаевской академии Генерального штаба. В этой должности он являлся ближайшим сотрудником начальника академии генерала М. И. Драгомирова. Руководил практическими занятиями по тактике и занятиями дополнительного (3-го) курса. Одновременно Сухомлинов читал лекции по тактике в Николаевском кавалерийском училище и Пажеском корпусе. Также ему было поручено преподавание тактики и военной истории великим князьям Петру Николаевичу и Сергею Михайловичу. За время преподавания в академии Сухомлиновым был написан ряд учебных пособий по тактике.
С 25 ноября 1884 — командир Павлоградского лейб-драгунского полка, расквартированного в Сувалках.
В 1886 году женился на Любови Фердинандовне Корф (1848—1887), в первом браке — Данзас. Этот союз продлился недолго: Любовь Фердинандовна скончалась на второй год их брака.
С 10 января 1886 года — начальник офицерской кавалерийской школы. Находясь в течение почти 12 лет во главе школы, Сухомлинов положительно повлиял на развитие и усовершенствование техники кавалерийского дела в русской армии. За время руководства школой Сухомлиновым был написан ряд учебных пособий и рассказов, а также историческое исследование о Мюрате. Кроме того, в разное время он сотрудничал с журналами «Разведчик», «Военный сборник» и газетой «Русский инвалид».

### Служба в Харькове и Киеве
С 16 апреля 1897 — начальник 10-й кавалерийской дивизии, входившей в состав войск Киевского военного округа. Штаб дивизии располагался в Харькове, в её состав входили Новгородский драгунский, Одесский уланский, Ингерманландский гусарский и Оренбургский казачий полк.
Способствовал учреждению в Сумах кадетского корпуса.
С 25 мая 1899 года Сухомлинов — начальник штаба Киевского военного округа. В штабе округа в это время работали генералы Рузский — генерал-квартирмейстер, Маврин — дежурный генерал, Благовещенский — начальник управления сообщений. Во время Курских манёвров 1902 года Сухомлинов был начальником штаба «Южной армии» из войск Киевского военного округа, возглавлявшейся военным министром Куропаткиным.
С 12 октября 1902 Сухомлинов — помощник командующего Киевского военного округа М. И. Драгомирова. С началом русско-японской войны Куропаткин предложил Сухомлинову занять пост его начальника штаба, но Сухомлинов отказался, так как не был знаком с дальневосточным театром военных действий и сибирскими войсками. После выхода Драгомирова в отставку Сухомлинов был 23 октября 1904 года назначен командующим войсками Киевского военного округа.
После произошедших в Киеве беспорядков, 19 октября 1905 года Сухомлинов был назначен на пост Киевского, Подольского и Волынского генерал-губернатора. Генерал-губернаторство пришлось на трудное время революции 1905—1907 года. Несколько раз он становился целью террористов.
С основания Киевского отдела монархической организации «Русское собрание» был его председателем. В связи с назначением киевским генерал-губернатором был вынужден отойти от дел и был замещён В. К. Абазой.
После смерти своей второй жены Елизаветы Николаевны (урождённой Ляпуновой, по первому браку — Карейши; около 1861 — 1904) Сухомлинов женился на Екатерине Викторовне Бутович (урожд. Гошкевич; 1882—1921). Этому предшествовал скандальный бракоразводный процесс между Екатериной Викторовной и её первым мужем В. Н. Бутовичем, который длился пять лет.

### Военный министр
2 декабря 1908 года Сухомлинов высочайше был назначен начальником Генерального штаба. Принимая должность начальника ГУГШ, он настоял на своём подчинении военному министру, считая необходимым единоначалие. В качестве начальника Генерального штаба Сухомлинову пришлось заниматься составлением новых мобилизационных планов. Член Совета государственной обороны (1908—1909).
11 марта 1909 года Сухомлинов занял пост военного министра. Новый министр был противником развития и использования новых видов техники, уповая на то, что (его цитата) «Война — это драка, сегодня эта драка будет с применением двигателя внутреннего сгорания, поэтому нам они не нужны». При Сухомлинове были расформированы резервные и крепостные войска, за счет чего были усилены полевые войска (число армейских корпусов выросло с 31 до 37). В 1911 году была создана военная контрразведка. Сухомлинов утвердил «Положение о контрразведывательных органах» и «Инструкцию начальникам контрразведывательных органов». Но из-за хронического недофинансирования не все намеченные реформы удалось завершить к началу войны.
Должность помощника военного министра при Сухомлинове занимал генерал А. А. Поливанов, заменённый в 1912 году на генерала А. П. Вернандера. На должность начальника Главного интендантского управления был приглашён генерал Д. С. Шуваев, существенно улучшивший снабжение армии всеми видами довольствия.
Во время министерства Сухомлинов много ездил по стране, проверяя проведение пробных мобилизационных упражнений в разных частях.
6 декабря 1911 года Сухомлинов был введен в Государственный совет.
Все годы своего министерства Сухомлинов имел безусловную поддержку императора Николая II и благосклонное отношение со стороны императрицы Александры Фёдоровны. Однако имел взаимные крайне неприязненные отношения с великим князем Николаем Николаевичем, переросшие в открытую вражду после назначения последнего Верховным Главнокомандующим в начале первой мировой войны. Сильно вредило Сухомлинову в глазах общественности его презрительное отношение к Государственной Думе, в которой он за все 6 лет пребывания на посту министра ни разу не появился. А в Совете министров у Сухомлинова сложились натянутые отношения с министром финансов В. Н. Коковцовым, который стремился сократить военные расходы. Современники, мемуаристы и историки в результате дают Сухомлинову и его деятельности оценки зачастую полярные, взаимоисключающие одна другую.
В связи с балканской войной все более вызывающим в отношении России становилось поведение Австро-Венгрии и в связи с этим в ноябре 1912 г. на совещании у императора рассматривался вопрос о мобилизации войск трёх российских военных округов. Сухомлинов выступал за эту меру, но В. Коковцову, ставшему к тому времени премьер-министром, удалось убедить императора не принимать такого решения, угрожавшего втягиванием России в войну. Сухомлинов же сказал: «Все равно войны нам не миновать, и нам выгоднее начать её раньше… Государь и я, мы верим в Армию и знаем, что из войны произойдет только одно хорошее для нас».

### Обвинения и суд
Война лишь усилила борьбу группировок в высших эшелонах российской власти и Сухомлинов стал одной из первых жертв этого конфликта. В обстановке затянувшейся войны, когда к весне 1915 обнаружился большой недостаток снарядов и другого военного снаряжения, Сухомлинова стали считать главным виновником плохого снабжения русской армии. 12 июня 1915 года под давлением общественного мнения Сухомлинов был уволен царём от должности военного министра. Вскоре было начато расследование его деятельности на посту министра, в том числе и вскрывшейся истории с бывшим внештатным агентом Московской полиции Николаем Соловьёвым, нечистым на руку дельцом и фальшивомонетчиком, который втерся в доверие к жене Сухомлинова, и через неё добился протекции министра и даже работы в контрразведке. 8 (21) марта 1916 Сухомлинов был уволен с военной службы, в апреле исключен из членов Государственного Совета.
21 апреля (4 мая) 1916 года он был арестован и находился в заключении в Трубецком бастионе Петропавловской крепости, пока продолжалось следствие. 11 (24) октября 1916 года Сухомлинов был переведен под домашний арест и у него появилась возможность публичного оправдания. Со стороны высших сановников предпринимались попытки свернуть дело Сухомлинова, но министры юстиции А. А. Хвостов и А. А. Макаров не допустили этого, угрожая отставкой:206.

### Арест Сухомлинова 1 марта 1917 года
Из газеты Известия Петроградского совета рабочих и солдатских депутатов. 9 марта 1917 года 

28 числа народ проходящий по Офицерской улице был обстрелян из дома № 55, где проживал Сухомлинов. По просьбе собравшейся толпы, желавшей обстрелять этот дом, я с депутатами от этой же толпы, произвёл обыск чердаков и подвалов этого дома, причём в подвале мною найдено было два пулемёта системы Кольта и 10 винтовок с запасом патронов и там же арестован переодетым в статское полицейский, оказавший сопротивление. На чердаках было арестовано пять неизвестных при трёх револьверах. Все шестеро были отвезены в Думу. За домом, где проживал Сухомлинов был учреждён надзор. 1-го марта мне сообщили, что по чёрному ходу, будто бы прошёл Сухомлинов и что около дома собралась толпа, желавшая учинить над ним самосуд. Указав толпе что в наши задачи не входит производить самосуд, так как Сухомлинов не избежит суда, я с депутатами от той же толпы прошёл в квартиру. Мне сказали что Сухомлинова нет дома. Но при обыске Сухомлинов совершенно случайно был найден в своей спальне под периной и с подушкой на голове. Ему было предложено немедленно же одеться, Сухомлинов заявил что пребывание его известно председателю Государственной Думы Родзянко, которому он будто-бы послал письмо. Сухомлинов утверждал что он не скрывался. При обыске квартиры найден один револьвер об обыске составлен акт оставленный у госпожи Сухомлиновой, за подписями всех присутствующих. При выходе Сухомлинова толпа кричала, изменник, продал родину и хотела сорвать с него погоны. Сухомлинов бледный как полотно и трясущийся поднял руку и стал клясться, что он невинен, спрашивал почему Россия недовольна им, ведь он к началу войны выставил четыре с половинной миллиона войск, что он был во главе военного ведомства и всё было благополучно. После этой своей речи он был посажен в автомобиль и доставлен в Государственную Думу.
Прапорщик 171-го пехотного запасного полка. Роман Лукич Чиркунов.

Из воспоминаний Сухомлинова

В то время, когда я так отстаивал свою голову, вспыхивает Февральская революция 1917 года, и какая-то компания вооружённых людей арестовывает меня на квартире и везёт в Таврический дворец, где уже организовалась новая власть.
Во время переезда в грузовом автомобиле субъект в очках держал против моего виска браунинг, дуло которого стукалось мне в голову на ухабах. Полнейшее мое равнодушие к этому боевому его приёму привело к тому, что он вскоре спрятал оружие в кобуру.
Затем несколько вопросов относительно моего дела и совершенно спокойные мои ответы на них окончились тем, что первоначальное неприязненное ко мне отношение превратилось в благожелательное.
У Таврического дворца снаружи и в залах, по которым я проходил, была масса народу, и никаким оскорблениям я не подвергался, как об этом неверно сообщали газеты. Действительно, всего один долговязый, кавказского типа человек произнёс из дальних рядов: «Изменник». Я остановился и, глядя на него в упор, громко ему ответил: «Неправда!». Тип настолько уменьшился тогда в росте, что головы его больше не стало видно, и я спокойно продолжал дорогу, без малейших каких-либо инцидентов.

### Дело Сухомлинова
Из газеты Известия Петроградского совета рабочих и солдатских депутатов. 9 марта 1917 года: 

Вчера в Таврический дворец явился писарь канцелярии Верховной следственной комиссии и доставил шесть томов по делу Сухомлинова.
Уцелели также и документы, хранящиеся в ящике, в помещении коменданта дворца.
В качестве соучастницы была привлечена также жена Сухомлинова.
Суд проходил с 10 августа по 12 сентября 1917. Председателем суда был сенатор Н. Н. Таганцев, обвинителем В. П. Носович, защитником М. Г. Казаринов. Сухомлинову были предъявлены обвинения в измене, в бездействии власти и во взяточничестве. По воспоминаниям современника, в начале процесса он держал себя несколько шутовски, но под конец дела вёл себя с достоинством и серьёзно, приговор выслушал спокойно. Генерал Сухомлинов был признан виновным в девяти из десяти предъявленных ему обвинений, включая измену. Жена Сухомлинова была оправдана.

Из воспоминаний А. Вырубовой:
Я просидела 4 месяца в Петропавловской крепости рядом с г-жой Сухомлиновой, которую раньше не знала. В страшные длинные ночи, когда мы всецело были в руках караула, ее стойкость и самообладание не раз спасали нас от самого худшего: солдаты уважали ее и боялись безобразничать. Она всегда занималась, читала, писала, когда позволяли, и из черного хлеба лепила прелестные цветы, краску брала из синей полосы на стене и кусочка красной бумаги, в которую был завернут чай. Суд оправдал ее, и она вышла под рукоплескания всего зала.
13 сентября 1917 г. Сухомлинов был приговорен к бессрочной каторге. Каторга была заменена на тюремное заключение и Сухомлинов был заключен в Трубецкой бастион Петропавловской крепости. После Октябрьской революции переведен в тюрьму «Кресты». По амнистии, как достигший 70-летнего возраста, 1 мая 1918 освобожден. Некоторое время жил свободно, но сразу после начала красного террора летом 1918 года перешёл на нелегальное положение и скрывался на даче у знакомых в Коломне. В конце сентября 1918 года с помощью местных рыбаков нелегально перебрался через границу в Финляндию в районе Белоострова. Жил в городе Терийоки, а оттуда в 1920 году перебрался в Германию. В эмиграции зарабатывал на жизнь литературным трудом, написал воспоминания (1923—1924), но этого заработка хватало только на откровенно бедное существование. В деятельности эмигрантских организаций не принимал участия. Екатерина Викторовна, которая к тому времени развелась с Сухомлиновым и вышла замуж в третий раз, была арестована за спекуляцию, в октябре 1920 года отправлена в Москву и заключена в Андроньевский лагерь и весной 1921 года расстреляна.

### Смерть
Скончался 2 февраля 1926 года в возрасте 77 лет. Его тело было найдено на скамейке в парке Тиргартен, скончался он предположительно от сердечного приступа. Похоронен на русском кладбище Тегель в Берлине.

## Адреса в Санкт-Петербурге — Петрограде
1908—1917 — доходный дом Е. А. Брюн — Офицерская улица, 53.

## Награды
- Орден Святого Станислава 3-й степени (30.08.1875)
- Золотая сабля с надписью «За храбрость» (24.01.1878)
- Орден Святого Георгия 4-й степени (31.01.1878)
- Орден Святого Станислава 2-й степени с мечами (02.05.1878)
- Орден Святого Владимира 4-й степени с мечами и бантом (19.02.1879)
- Орден Святой Анны 2-й степени с мечами (06.10.1879)
- Орден Святого Владимира 3-й степени (15.05.1883)
- Орден Святого Станислава 1-й степени (30.08.1893)
- Орден Святой Анны 1-й степени (14.05.1896)
- Орден Святого Владимира 2-й степени (06.12.1903)
- Орден Белого орла (06.12.1905)
- Орден Святого Александра Невского (01.01.1910)
- Бриллиантовые знаки к ордену Святого Александра Невского (21.02.1913)
- Серебряный знак в память юбилея 1-го кадетского корпуса (27 июня 1907)
- Знак отличия Российского общества Красного Креста (30 сентября 1908)
- Медаль «В память 100-летия Отечественной войны 1812 г.» (15 августа 1912)
- Медаль «В память 300-летия царствования дома Романовых» (21 февраля 1913)
- Медаль «За труды по отличному выполнению всеобщей мобилизации 1914 г.» (24 марта 1915)
- Медаль «В память 200-летия морского сражения при Гангуте» (28 апреля 1915)

Иностранные:
- Черногорская медаль за кампанию 1877—1878 годов (1878)
- Румынский железный крест «За переход через Дунай» (1879)
- Болгарский Орден «Святой Александр» 3-й степени (1884)
- Прусский Орден Красного орла 2-й степени (20 января 1890)
- Австрийский Орден Франца Иосифа, большой крест (22 мая 1891)
- Бельгийский Орден Леопольда I, большой крест (30 января 1895)
- Прусский Орден Красного орла 1-й степени (20 января 1905)
- Персидский Орден Льва и Солнца 1-й степени с алмазными знаками к нему (1903)
- Болгарский Орден «За военные заслуги» 1-й степени (1903)
- Бухарский Орден Искандер-Салис (1909)
- Датский Орден Данеброг 1-й степени (1909)
- Болгарский Орден «Святой Александр», большой крест (1911)
- Китайский орден Двойного Дракона 1-й степени, 3-го класса (1911)
- Японский Орден Восходящего солнца 1-й степени (1911)
- Французский Орден Почётного легиона, 1-й степени (1912)
- Прусский Орден Красного орла, большой крест (1913)
- Монгольский Орден Драгоценного жезла 1-й степени (1913)
- Саксонский Орден Альбрехта (1913)
- Румынский Орден Короны (1914)
- Сербский Орден Белого орла, большой крест
- Черногорский Орден Князя Даниила I, большой крест

## Сочинения

### Период преподавания в академии
- Сборник тактических задач. — 1875. (Вместе с А. А. Фрезе и К. Н. Дуропом).
- Эскадрон на аванпостах. — СПб., 1875.
- Задачник к учебнику тактики М. Драгомирова. — СПб.: типография В. С. Балашева, 1879.
- Примерные решения задач по тактике с разбором их. Дополнение к задачнику учебника тактики М. Драгомирова. — СПб., 1880; 2-е изд. 1889.

### Период руководства Офицерской кавалерийской школой
- Подготовка эскадрона. — СПб., 1887; 2-е изд., 1887; 3-е изд., 1890; 4-е изд., 1897.
- Сведения по уходу за лошадью. Руководство для всех офицеров, имеющих лошадь. — СПб., 1887, переиздания в 1889, 1892, 1896, 1901, 1906.
- Стариковское слово о коннице. — СПб.: тип. Тренке и Фюсно, 1891.
- Во сне и наяву : Военные рассказы. — СПб.: тип. Тренке и Фюсно, 1892.
- Зимний пробег партии Офицерской кавалерийской школы в учебном 1891—1892 году. — СПб.: тип. Департамента уделов, 1892.
- На большой Смоленской дороге : Из партизанских действий в 1812 г. — СПб.: 1892—1893. 2-е изд, 1912.
- Остап Бондаренко (псевд.). О стрельбе с коня. — СПб.: тип. С. Н. Худекова, 1892.
- Остап Бондаренко (псевд.). Письмо к приятелю (по поводу книги Н. Н. Сухотина «Беседы о коннице»). — М., 1892.
- Весенний пробег партии Офицерской кавалерийской школы в 1892 году. — СПб.: тип. Глав. упр. уделов, 1893.
- Кавалерийские учебные части в России. — СПб.: тип. Глав. упр. уделов, 1893.
- Остап Бондаренко (псевд.). Конница «fin de siècle». — СПб.: тип. Тренке и Фюсно, 1893.
- Остап Бондаренко (псевд.). Не всегда учение свет. — СПб.: тип. Тренке и Фюсно, 1893.
- Летний пробег партии Офицерской кавалерийской школы в учебном 1893 году. — СПб.: тип. Глав. упр. уделов, 1893.
- На передовом посту : Военный рассказ. — СПб.: тип. Тренке и Фюсно, 1893.
- Перо : Военный рассказ. — СПб.: тип. Тренке и Фюсно, 1893.
- Современное положение вопроса об искусстве верховой езды у немцев. — СПб.: тип. Гл. упр. уделов, 1893.
- Уход за лошадью : Памятка для нижнего чина. — СПб., 1893. 2-е изд: Киев: скл. в тип. Штаба Киев. воен. окр., 1901.
- По поводу проекта устава строевой кавалерийской службы 1893 года / (Ч. 1, Ч. 2. Эскадронное ученье. Полковое ученье) 1893 года. — СПб., 1894.
- Остап Бондаренко (псевд.). В Тмутороканию. — СПб.: тип. Тренке и Фюсно, 1895.
- Майор Кануков : Рассказ для нижних чинов. — СПб.: тип. А. Бенке, 1895. Санкт-Петербург : В. Березовский, 1912.
- Осенний пробег партии Офицерской кавалерийской школы в 1894 году. — СПб.: тип. Гл. упр. уделов, 1895.
- Сборник статей : Вып. [1]-2 1896
- Сборник коротких рассказов для чтения и письма нижних чинов. — СПб., 1895, 2-е изд., 1898, 3-е изд. 1909.
- Мюрат Иоахим-Наполеон, король обеих Сицилий. — СПб., 1896.
- Остап Бондаренко (псевд.). Плоды неблагополучия. — СПб.: тип. Тренке и Фюсно, 1896.
- Остап Бондаренко (псевд.). Наши столпотворители. — СПб.: тип. Тренке и Фюсно, 1897.
- Остап Бондаренко (псевд.). Чудо-писатели. — СПб.: тип. Тренке и Фюсно, 1897.
- Остап Бондаренко (псевд.). Литераторы левого фланга. — СПб.: тип. Тренке и Фюсно, 1897.
- Памятка молодого солдата. — СПб., 1899.

### 1916 год
- Остап Бондаренко (псевд.). Опять на хуторе. — Петроград: тип. Тренке и Фюсно, 1916.
- Остап Бондаренко (псевд.). По хозяйству. — Петроград: тип. Тренке и Фюсно, 1916.
- Остап Бондаренко (псевд.). Гром грянул. — Петроград: тип. Тренке и Фюсно, 1916.
- Остап Бондаренко (псевд.). По поводу дороговизны. — Петроград: тип. Тренке и Фюсно, 1916.

### Период эмиграции
- Письмо товарищу эмигранту. I. — Гельсингфорс, 1919.
- Письмо товарищу эмигранту (второе). II. — Гельсингфорс, 1920.
- Воспоминания. — Берлин: Русское универсальное издательство, 1924.
  - Немецкий перевод. Erinnerungen. — Berlin: Verlag von Reimar Hobbing, 1924.
  - Переиздание: Воспоминания Сухомлинова. С предислов. В. Невского. — М.—Л.: Госиздат, 1926.
  - Переиздание: Воспоминания. — Минск: Харвест, 2005. — ISBN 985-13-2594-5.
  - Переиздание: Генерал В. А. Сухомлинов: Воспоминания. С предислов. Н. Старикова. — СПб.: Питер, 2015. — ISBN 978-5-496-01663-6.
  - Переиздание: Воспоминания. Вступ. статья В. Черкасова-Георгиевского. — М.: ПРОЗАиК, 2021. — ISBN 978-5-91631-327-7.
- Великий Князь Николай Николаевич (младший). — Берлин, 1925.
  - Немецкий перевод: Grossfürst Nikolai Nikolajewitsch. — Berlin: Welt-Export-Verlag, 1925.

## Мнения современников
Военный министр генерал А. Ф. Редигер: 
Сухомлинов, по моему мнению, человек способный, он быстро схватывает всякий вопрос и разрешает его просто и ясно. Службу Генерального штаба он знал отлично, так как долго был начальником штаба округа. Сам он не работник, но умеет задать подчиненным работу, руководить ими, и в результате оказывалось, что работы, выполнявшиеся под его руководством, получались очень хорошие.

Генерал А. А. Брусилов: 
Сухомлинова я знал давно, служил под его начальством и считал, да и теперь считаю, его человеком, несомненно, умным, быстро соображающим и распорядительным, но ума поверхностного и легкомысленного. Главный же его недостаток состоял в том, что он был, что называется, очковтиратель и, не углубляясь в дело, довольствовался поверхностным успехом своих действий и распоряжений. Будучи человеком очень ловким, он, чуждый придворной среде, изворачивался, чтобы удержаться, и лавировал для сохранения собственного благополучия.
Посол Франции в России Палеолог, Жорж Морис:
Сомнительный человек, этот генерал Сухомлинов… Шестьдесят шесть лет от роду; под башмаком у довольно красивой жены, которая на тридцать два года моложе его; умный, ловкий, хитрый; рабски почтительный перед императором; друг Распутина; окруженный негодяями, которые служат ему посредниками для его интриг и уловок; утративший привычку к работе и сберегающий все свои силы для супружеских утех; имеющий угрюмый вид, все время подстерегающий взгляд под тяжелыми, собранными в складки веками; я знаю мало людей, которые бы с первого взгляда внушали бы большее недоверие.
Протопресвитер о. Георгий Шавельский: 
Как я уже говорил, более приятного начальника-сослуживца, как генерал Сухомлинов, мне не хотелось и желать. Умный, простой, сердечный и отзывчивый, Сухомлинов ни в чем не стеснял моей инициативы и охотно шел навстречу всякому моему доброму начинанию. Я не помню случая, когда бы я ушел с доклада не удовлетворенным в своих желаниях и просьбах. В пору назначения меня на должность протопресвитера он был одним из самых близких к Государю, наиболее влиявших на него министров. Скандальный развод Е. А. Бутович и женитьба на ней Сухомлинова сильно скомпрометировали последнего в обществе. Незадолго же до войны об нем начали ходить совсем дурные слухи. ...Трудно мне представить, чтобы генерал-адъютант Государя, сверх меры облагодетельствованный последним, тот Сухомлинов, которого я знал по служебным делам и по частным беседам, мог опуститься до роли взяточника, изменника, предателя.